# Papp István (színművész, 1987)
Papp István (Makó, 1987. április 10. –) magyar színész.

## Életpályája
1987-ben született Makón. 2012-ben végzett a Pesti Magyar Színiakadémián. 2014-től a debreceni Csokonai Színház tagja. 2020-2023 között a Színház- és Filmművészeti Egyetem drámainstruktor szakos hallgatója.

## Fontosabb színházi szerepei
- Mikó Csaba: Herkules – Arész
- L. Frank Baum – Harold Arlen – E. Y. Harburg  : Óz, a csodák csodája – Gyáva oroszlán
- Andrzej Saramonowitz: Tesztoszteron – Dió
- Friedrich Dürrenmatt: Az öreg hölgy látogatása – Koby

## Filmes és televíziós szerepei
- Hacktion: Újratöltve (2013)
- Munkaügyek (2013) ....Katona
- Kossuth papja (2015) ...Kreutzinger
- A mi kis falunk (2020) ...Állatgondozó
- Doktor Balaton (2021) ...Biztonsági őr

### Díjai
- Kenéz Ernő Ének – Zenei Alapítvány Évi Gyűrű díja (2009)
- Az év ifjú színművésze (2015)
- Kardoss Géza Alapítvány különdíja (2015)
- Tamus István grafikusművész különdíja (2017)
- Nívódíj (2019)
- Komiszár János festőművész nívódíja (2019)
- Jegesmedve- díj (2024)